# Rey (shahrestan)
Rey (persiska: شهرستان رِی, Shahrestān-e Rey, رِی) är en shahrestan, delprovins, i Iran.   Den ligger i provinsen Teheran, i den centrala delen av landet, 40 km söder om huvudstaden Teheran. Administrativ huvudort är Rayy, även stavat Rey.
Delprovinsen hade 349 700 invånare 2016.